# Mark Bedford
Mark William Bedford (ur. 24 sierpnia 1961 w Londynie) – brytyjski muzyk, najbardziej znany jako basista i kompozytor brytyjskiego zespołu ska poprockowego Madness. Znany jest też pod pseudonimem Bedders.
Gra w Madness od 1978 roku. Uczestniczył w nagranich wszystkich albumów zespołu. Jest współkompozytorem kilku utworów Madness: "Not Home Today", "Disappear", "Return of the Los Palmas 7", "Deceives The Eye", "Stepping Into Line" i "Maybe In Another Life". W 1991 r. współpracował z Morrisseyem przy nagraniu jego albumu Kill Uncle.